# Jacob van Oudenhoven
Jacob van Oudenhoven (Vessem, 1601 – Haarlem, 2 januari 1690) was een Nederlands gereformeerd predikant en historicus. Hij behoorde tot de stroming van de Nadere Reformatie.
Zijn naam ontleende hij aan het leengoed Oudenhoven bij Oirschot. Zijn moeder was Elisabeth Princen, telg uit een oud Vessems geslacht.
Hij groeide waarschijnlijk op te 's-Hertogenbosch, waar hij intrad in het Klooster Baseldonk van de Wilhelmieten. Daar ontwikkelde hij zijn belangstelling voor de geschiedschrijving mede door toedoen van de prior Simon Pelgrom. In 1620 trad hij echter uit, bekeerde zich tot de gereformeerde religie en ging in 1621 theologie studeren aan de Universiteit van Leiden.
Zijn eerste publicatie, in 1622, was een tegen de Jezuïeten gericht pamflet met een niet mis te verstane titel, maar fel antikatholiek is hij nooit geworden.
In 1625 voltooide hij zijn studie en verbleef te Heusden een jaar bij de theoloog Gisbertus Voetius om van de latere hoogleraar privéonderwijs in de theologie te ontvangen. In 1626 trouwde hij met Catalyntgen van Engelen en werd predikant van Aalburg en Heesbeen. In 1631 werd hij predikant te Nieuw-Lekkerland. Niettemin bleef hij zich Brabander voelen. Een benoeming op 16 oktober 1648 in de gemeente Helvoirt en Cromvoirt wees hij af, daar zijn echtgenote niet mee wilde naar het zojuist ontstane Staats-Brabant. Wel heeft hij nog materiaal aangedragen om te bewijzen dat Gemert tot de Republiek hoorde. In 1665 werd hij als predikant geschorst en gedwongen zijn emeritaat aan te vragen. Daarop verhuisde hij naar Haarlem, waar hij zich tot zijn dood geheel aan historisch werk wijdde.
Hij werd begraven in de Grote of Sint-Bavokerk te Haarlem, maar een graf bestaat niet meer van hem.